# Fantastilione
Il fantastilione, come il più noto fantastiliardo, è un numero e un ordine di grandezza che rappresenta una cifra iperbolica, smisuratamente ma imprecisamente elevata. Il termine, ampiamente utilizzato nelle avventure di Paperon de' Paperoni per riferirsi al conteggio delle sue ricchezze, è stato esteso nella lingua parlata per esprimere cifre spropositate ed è oggi presente in numerosi dizionari della lingua italiana online. Il numero è ottenuto premettendo fantasti-(co) a (mi)-lione come in milione, bilione, ecc. 
Nonostante il fantastilione sia numericamente considerato inferiore al fantastiliardo, esistono alcuni riferimenti all'interno della letteratura Disney che proverebbero il contrario. Nell'avventura "Paperino e il giubileo del fantastilione" (codice I TL 167-BP), un fantastilione viene definito come 10111, ovvero 100.000.000.000 googol: una cifra notevolmente più alta di quella attribuita al fantastiliardo da Gian Giacomo Dalmasso nel prologo (frame-story) a "Il Fantastiliardo", pari a centomila miliardi, ovvero 1014.